# トリニティ・ハウス

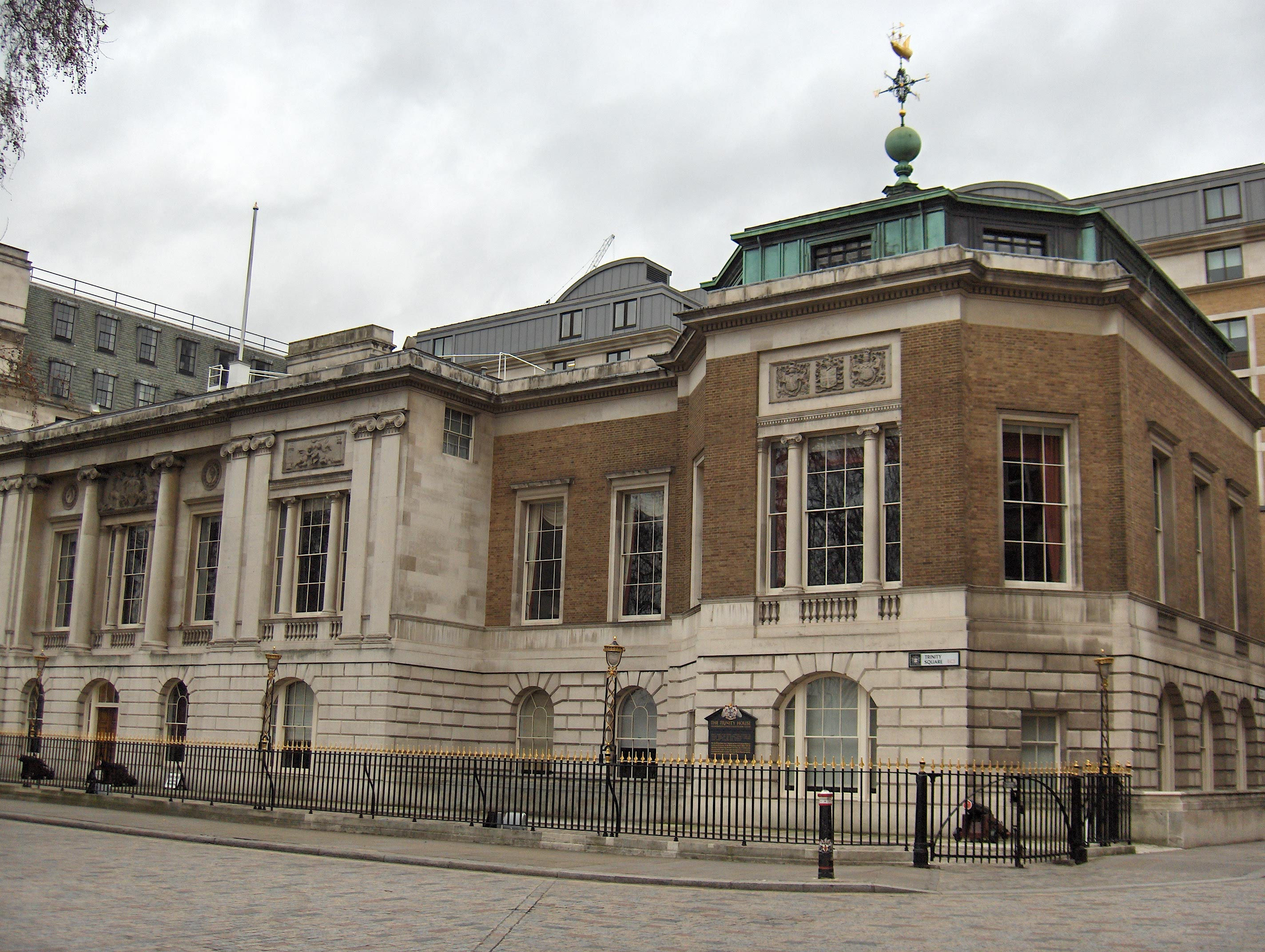
ロンドンのトリニティハウス (2007年１月)

トリニティ・ハウス（Trinity House、正式にはThe Master Wardens and Assistants of the Guild Fraternity or Brotherhood of the most glorious and undivided Trinity and of St. Clement in the Parish of Deptford Strond in the County of Kent）は、英国王室認可統治下の民間企業（というよりも、非省庁型公共機関 (非政府部門公共機構)：non-departmental public body (NDPB) に近い）である。
この機関は、以下3つの重要な役割を兼任している。
1. イギリス公式の灯台管理機関で、イングランド、ウェールズ、チャネル諸島、ジブラルタルの灯台、灯台船、ブイ、海上ラジオ/衛星通信システムなどの航法援助の提供および保守を担当する公共機関
2. 北ヨーロッパ海域でナビゲーターの専門家である水先人に免許を発行し船に提供する海洋水先人の協会
3. 引退した船員の福祉、若い士官候補生の訓練や海上での安全性の推進に助成する海上の慈善団体

灯台サービスを提供するための資金は、船舶の登録されたトン数に基づいてイギリス諸島に寄港する商業船舶に課せられる「灯台税」から調達されている。この税は運輸省によって毎年設定されている。慈善団体として運用される資金は、それとは別に調達されている。

## Master of the Corporation
現在はアン王女がMaster of the Corporation（現在は名誉称号）である。前Master of the Corporationには、サミュエル・ピープス、小ピット、アーサー・ウェルズリー、ウィリアム・ペンがいる。多くは英国内の著名な個人で、トリニティ・ハウスと関連がある海運業かイギリス海軍に繋がりを持つ人物がなる。この中にはウィンストン・チャーチルも含まれ、第二次世界大戦中は海軍の影響が大きくなり、チャーチルはトリニティハウスの制帽と制服を着込むこともあった。また彼の名にちなんで名付けられたトリニティハウス船（THV）THVウィンストン·チャーチルも持っていた。

## 歴史
ヘンリー8世の勅許によって1514年に「The Master Wardens and Assistants of the Guild Fraternity or Brotherhood of the most glorious and undivided Trinity and of St. Clement in the Parish of Deptford Strond in the County of Kent」は設立された 。
組合の名前の由来は、ケント州デプトフォード ストランド行政教区の船乗りが（テムズ川の船乗りの無法を統制する）組合を作る許可を求めた事と、その行政教区の『船乗りの守護聖人 聖クレメント』と『 Holy Trinity（三位一体）』から来ている。初代支配人はThomas Spert（後にSirの称号を得る）。

## 商船旗

トリニティ・ハウスの商船旗

トリニティ・ハウスの商船旗はレッド・エンサインで聖ゲオルギウス十字の白い四角に帆船である。またMaster of the Corporationと副Masterは互いに別々の旗を持つ。